# 路易吉·塔兰蒂诺
路易吉·塔兰蒂诺（義大利語：Luigi Tarantino，1972年11月10日—），意大利男子击剑运动员。他曾获得1998年世界击剑锦标赛男子佩剑个人冠军。他也参加了1996年、2000年、2004年、2008年和2012年五届夏季奥运会，共收获一枚银牌和三枚铜牌。